# Макензи Дера
Макензи „Мак” Дера (енгл. Mackenzie ”Mack” Darragh; Мисисога, 8. децембар 1993) канадски је пливач чија специјалност су трке делфин стилом на 200 метара. 

## Спортска каријера
Пливањем је интензивније почео да се бави током 2011. године током студија на Универзитету Мисури, а исте године по први пут је наступио и на међународној сцени, на светском првенству за јуниоре у перуанској Лими, где је освојио бронзану медаљу у трци на 200 метара делфин стилом. У наредних неколико година посветио се студијима и наступима за свој универзитетски тим, а на међународну сцену се вратио тек 2016. године. Те године је прво наступио на ЛОИ у Рију где је пливао за штафету 4×100 мешовито, а потом и на светском првенству у малим базенима које је те године одржано у Канади, у граду Виндзору. 
Године 2018. такмичио се на Играма Комонвелта у аустралијском Гоулд Коусту, а шесто место у финалу трке на 200 делфин му је уједно био и најбољи резултат у дотадашњој сениорској каријери. Освајање првог места у трци на 200 делфин на канадским трајалсима у априлу 2019. по први пут му је обезбедило место у канадској репрезентацији за наступ на светском првенству.  
Наступ на светсом првенству у корејском Квангџуу 2019. био је и његов дебитантски наступ на светским првенствима у великим базенима. У Кореји је Дера наступио у трци на 200 делфин коју је окончао на укупно 14. месту у полуфиналу. 